# Hypocalymma xanthopetalum
Hypocalymma xanthopetalum là một loài thực vật có hoa trong Họ Đào kim nương. Loài này được F.Muell. mô tả khoa học đầu tiên năm 1860.

## Hình ảnh

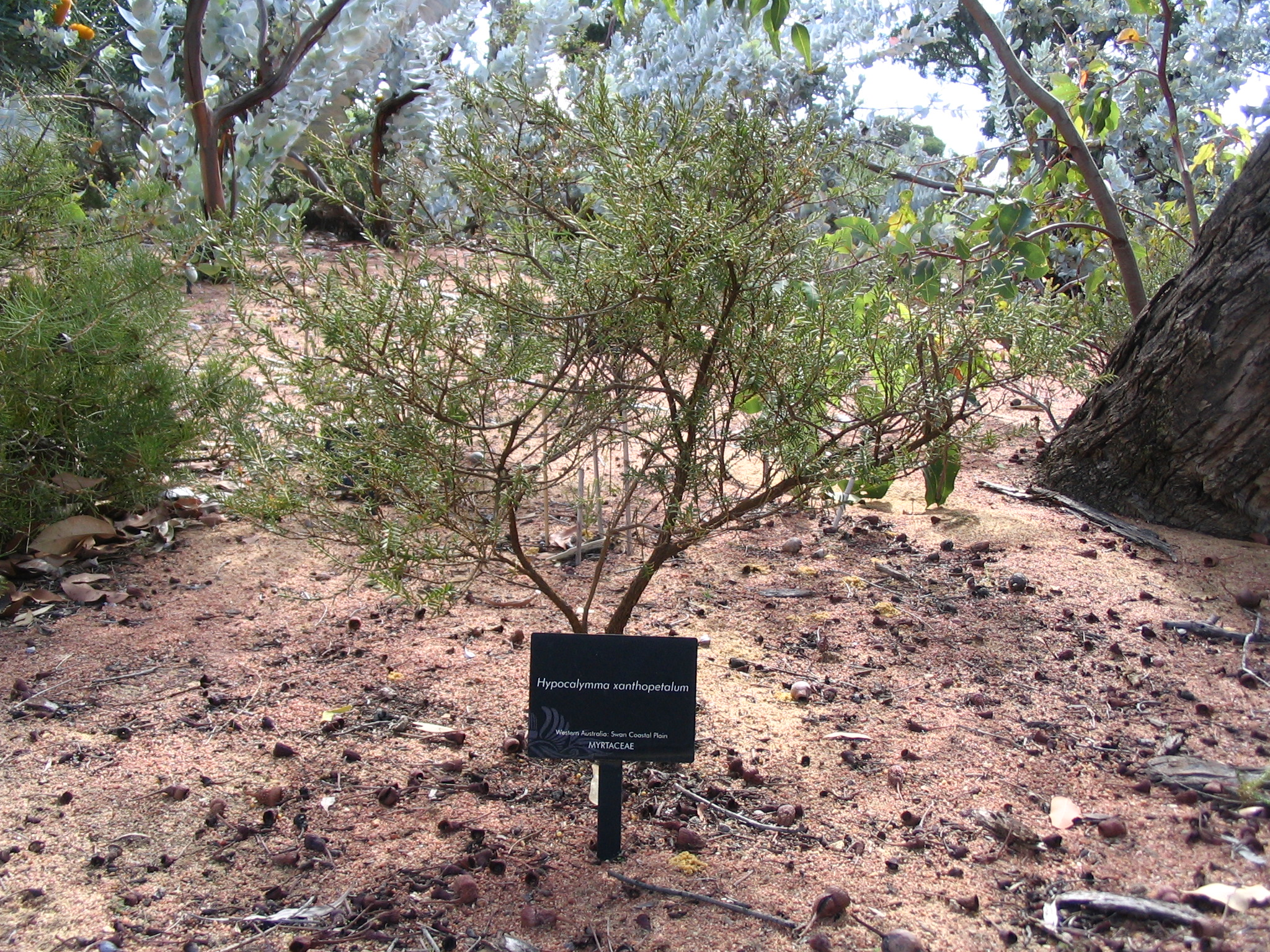